# Barrio París
Barrio París (inicialment conegut pel nom Mad in Barna) és una banda barcelonina fundada per la cantant parisina Manon Lemesle i el multinstrumentista barceloní Aleix Herreras. Canten en francès, anglès, català, castellà i portuguès.

## Història
Els fundadors es van conèixer el 2013 a la Universitat Autònoma de Barcelona. Des d'un inici han mostrat gust per la improvisació i la composició. A finals de 2014 van començar a gravar les seves cançons a l'estudi BCN Arts de Barcelona. L'abril de 2015 van llançar el seu primer EP Barna i el videoclip Un Regard Latino, elements promocionals del seu futur disc.
Al setembre de 2015 firmen amb la discogràfica Picap i el febrer de 2016 presenten el primer disc Hybrid a l'Fnac de La Maquinista de Barcelona. El disc rep aquest nom pel caràcter mestís en l'estil i les diverses llengües de les cançons. A la portada hi apareix un peix globus partit per la meitat i amb l'interior de fruita (taronja), obra del dissenyador Yeray Vega.
Posteriorment a la dissolució de la banda, la cantant Manon Lemesle va seguir la seva carrera en solitari publicant el disc Portraits sota el nom artístic de Manonchka.

## Discografia
- Hybrid (2015, Picap)